# Андреевское (Гавриловский сельский округ)
Андреевское — деревня в Ярославском районе Ярославской области. Входит в состав Заволжского сельского поселения.

## География
Находится в восточной части Ярославской области на расстоянии приблизительно 15 км на восток-юго-восток по прямой от станции Филино на левом берегу Волги.

## История
В 1859 году здесь (деревня Ярославского уезда Ярославской губернии) было учтено 15 дворов, в 1898 — 17.

## Население
Численность населения: 58 человек (1859 год), 3 (русские 100%) в 2002 году, 8 в 2010.

## Общественный транспорт
Ближайшая остановка общественного транспорта находится в селе Прусово.
В летний период (с 28 апреля по 13 октября) работает речной трамвайчик отправлением от пристани «Андреевское».